# Norwegian International 1978
Die Norwegian International 1978 im Badminton fanden vom 11. bis zum 12. November 1978 in der Frognerhallen in Oslo statt.

## Finalergebnisse
| Disziplin    | Sieger                         | Finalist                        | Ergebnis       |
| ------------ | ------------------------------ | ------------------------------- | -------------- |
| Herreneinzel | Steen Fladberg                 | Sture Johnsson                  | 10–15, 6–5 w.o |
| Dameneinzel  | Lonny Bostofte                 | Else Thoresen                   | 11–6, 11–2     |
| Herrendoppel | Jesper Helledie Steen Fladberg | Mogens Neergaard Kenneth Larsen | 15–5, 15–8     |
| Damendoppel  | Susanne Berg Jette Boyer       | Anne Svarstad Else Thoresen     | 15–7, 15–7     |
| Mixed        | Steen Fladberg Lonny Bostofte  | Mogens Neergaard Susanne Berg   | 15–12, 15–7    |

1. ↑  Sture Johnson verletzungsbedingt gebrochen